# Arthur L'aventurier
Arthur L'aventurier, de son vrai nom François Tremblay, est un auteur-compositeur-interprète québécois né en 1968 ou 1969 en Estrie.
Il transmet aux enfants mais aussi à leurs parents sa passion et sa curiosité pour les milieux naturels et les animaux par des chansons divertissantes et éducatives, des spectacles et des films musicaux destinées aux enfants de tout âge.

## Biographie
Né en 1968 ou 1969 en Estrie, François Tremblay alias Arthur l'aventurier est animateur de classes nature dans des camps de vacances avant de devenir technicien forestier de formation puis auteur-compositeur-interprète. Il crée son personnage en 1995 convaincu, après avoir vu Henri Dès, qu'il peut chanter pour les enfants en leur parlant de la nature, de la faune et de la flore. À ses débuts, le personnage s'appelle Arthur le coureur des bois, est un peu cartoonesque avec une perruque qu'il abandonnera rapidement, mais il porte déjà le chapeau.
Il se fait connaître tout d'abord par des spectacles dans les écoles. Il produit sa première cassette vidéo Arthur, le coureur des bois en 1998, suivi d'une deuxième Le Trésor d'Arthur en 2000. Ce n'est qu'à la troisième cassette vidéo, Arthur  L'aventurier sortie en 2002 qu'il adopte finalement ce nom qu'il trouvait moins limitatif que celui de coureur des bois. La cassette contient 13 nouvelles chansons qu'il interprète aussi dans une série de spectacles qui accompagne la sortie.
Le personnage qui cherche à partager ses valeurs écologiques, invite les enfants dans ses DVD comme dans ses spectacles à bouger et à aller jouer à l'extérieur. Son public est d'abord les enfants d'âge préscolaire qui continuent par la suite à le suivre à leur rentrée à l'école primaire.
Après avoir présenter des sites exceptionnels du Canada dans D'un océan à l'autre sortie en 2007, il part à la découverte des merveilles du monde animal qu'on peut trouver le long du fleuve et du golfe Saint-Laurent ainsi que du fjord du Saguenay dans La Course au trésor, son neuvième DVD sorti en 2009. « C'est du National Geographic pour enfants! » selon auteur-compositeur-interprète.
Ayant le « goût de jouer au globe-trotter, de parcourir la planète un peu à la façon de Tintin », il commence avec L'Œil de cristal à sortir du Canada en visitant la Californie et l'Arizona aux les États-Unis. Dans les vidéos suivants, Arthur L'aventurier explore les merveilles de la nature animale et florale de l'Afrique, du Costa Rica, 
des Rocheuses, de l'Australie et du Maroc.
En novembre 2014, alors qu'il devient un ambassadeur de la Fondation Rêves d'enfants, il est décrit comme « l'artiste pour jeunes familles le plus prisé de la scène artistique québécoise » et « l'idole de milliers de petits aventuriers ».
Durant ses aventures, plusieurs personnages, musiciens et enfants s'ajoutent à l'univers d'Arthur L'aventurier, dans les vidéos comme dans les spectacles, dont Tam Tam joué par Réjean Gagnon et Lingot le pirate joué par Dominique Jean, deux personnages récurrents. En octobre 2023, à l'âge de 54 ans, Arthur L'aventurier compte 182 chansons à son répertoire. 

## Aventures

### Arthur le coureur des bois(1998)

#### Distribution
- François Tremblay : Arthur le coureur des bois
- Luc Fournier : Fripon le loup

### Le Trésor d'Arthur(2001)

#### Distribution
- François Tremblay : Arthur le coureur des bois
- Réjean Gagnon : Tam Tam l'amérindien
- Anne Fournier-Mundviller : Luna
- Louis Asselin, Nick Asselin, Catherine Dufour, Émilie Laflamme, Cinthina Lafleur, Andrée-Anne Lavoie, Katleen Lavoie, Catherine Poulion, Élise Tremblay : enfants

### Arthur L'aventurier(2002)

#### Distribution
- François Tremblay : Arthur L'aventurier
- Réjean Gagnon : Tam Tam
- Pierre Robitaille : Petit ver de terre et Funky Ouaouaron

- François Tremblay : Arthur L'aventurier
- Réjean Gagnon : Tam Tam

### D'un océan à l'autre(2007)

#### Distribution
- François Tremblay : Arthur L'aventurier
- Réjean Gagnon : Tam Tam
- Mathis St-Onge : Petit Arthur
- Marie-Christine C. Langelier : petite fille du camp Bellefeuille
- Kim Anton : Willy, le cowboy des prairies
- Corinne Arson, Daphnée Arson, Marie-Andrée Chabot, Allison Cormier, Luc Cummings, Annie-Claude Côté, Élizabeth Dea, Jordan Duclos, Brigitte Fournier, Gaël Gagnon, Simon Grégoire, Stéphanie Grégoire, Vincent Grégoire : enfants

#### La Grande Aventure en concert(2008)

##### Distribution
- François Tremblay : Arthur L'aventurier
- Pierre Grenier : guitare, guitare basse
- Dominique Jean : saxophone, guitare
- Réjean Gagnon : Tam Tam le musicien
- Bruno Carpentier :  Willy, le cowboy des prairies
- chorale Les Petits Chanteurs de Charlesbourg
- Jessica Latouche : chef de chœur

### La Course au trésor(2009)

#### Distribution
- François Tremblay : Arthur L'aventurier
- Dominique Jean : Lingot le pirate
- Pierre Grenier :  Pierrot et Henri Menier
- Brigitte Fournier : Anna-Maria
- Stéphane Grégoire, Vincent Grégoire, Simon Grégoire, Juliane Tremblay, Gabrielle Tremblay : enfants de Lingot

### La Course au trésor en spectacle (2011)

#### Distribution
- François Tremblay : Arthur L'aventurier
- Dominique Jean : Lingot le pirate
- Pierre Grenier : guitare
- chorale  Les Petits Chanteurs à la Croix de Bois
- Jessica Latouche : chef de chœur
- Lance Caron : Polo l'ours polaire

### L'Aventure de Noël(2010)

#### Distribution
- François Tremblay : Arthur L'aventurier
- Dominique Jean : Lingot le pirate
- Daniel Blondin : Nicolas Noël
- Brigitte Fournier : Anna-Maria
- Laurélie Jean, Stéphanie Grégoire, Vincent Grégoire, Simon Grégoire, Juliane Tremblay, Gabrielle Tremblay : enfants de Lingot

#### L'Aventure de Noël en spectacle(2012)

##### Distribution
- François Tremblay : Arthur L'aventurier
- Dominique Jean : Lingot le pirate
- Daniel Blondin : Nicolas Noël
- Pierre Grenier : guitare
- Normand Patoine : guitare basse
- Lance Caron : Polo l'ours polaire

### L'Œil de cristal(2012)

#### Distribution
- François Tremblay : Arthur L'aventurier
- Dominique Jean : professeur Wow
- Émylou Gagnon, Gaël Gagnon, Simon Grégoire, Stéphanie Grégoire, Vincent Grégoire, Laurélie Jean, Gabrielle Tremblay, Juliane Tremblay : enfants de futur

### Arthur L'aventurier en Afrique(2013)

#### Distribution
- François Tremblay : Arthur L'aventurier
- Sylvester Henry : guide
- Mze Laiboni : chef Massaï
- Annette Loy : elle-même
- Siyana Mollel : elle-même

### Arthur L'aventurier au Costa Rica (2015)

#### Distribution
- François Tremblay : Arthur L'aventurier
- Felipe Martin

### Arthur L'aventurier  À la découverte des Rocheuses (2017)

#### Distribution
- François Tremblay : Arthur L'aventurier
- Mathieu Turcotte : Tom le Cowboy

### Arthur L'aventurier Au bout du monde en Australie (2019)

#### Distribution
- François Tremblay : Arthur L'aventurier
- Mathieu Turcotte : Matéo
- Finlay Henderson : Finlay
- Jade Kingsley : Jade

### Arthur L'aventurier  les trésors du Maroc (2023)

#### Distribution
- François Tremblay : Arthur L'aventurier